# ブルクハルト・クラウスナー
ブルクハルト・クラウスナー（Burghart Klaußner, 1949年9月13日 - ）は、ドイツの俳優。ベルリン出身。

## 出演作品
- クレイジー Crazy (2000) - クラウス・レベルト（ベンヤミンの父）
- グッバイ、レーニン! Good Bye Lenin! (2003) - アレックスの父
- ベルリン、僕らの革命 Die fetten Jahre sind vorbei (2004) - ハーデンベルク
- レクイエム〜ミカエラの肖像 Requiem (2006) - カール・クリングラー
- 白いリボン Das weiße Band (2009) - 牧師
- 23年の沈黙 Das letzte Schweigen (2010) - クリシャン・ミッティヒ
- ゲーテの恋 〜君に捧ぐ「若きウェルテルの悩み」〜 Goethe! (2010) - シャルロッテの父
- コッホ先生と僕らの革命 Der ganz große Traum des Konrad Koch (2011) - グスタフ・メアフェルト
- ジグザグキッドの不思議な旅 Nono, het Zigzag Kind (2012) - フェリックス
- リスボンに誘われて Night Train to Lisbon (2013) - プラド判事
- クロッシング・ウォー 決断の瞬間（とき） Zwischen Welten (2014) - オベルスト・ハール
- パリよ、永遠に Diplomatie (2014) - ヴェルナー・エーベルナッハ大尉
- ヒトラー暗殺、13分の誤算 Elser (2015) - アルトゥール・ネーベ
- ブリッジ・オブ・スパイ Bridge of Spies (2015) - ハラルト・オット
- アイヒマンを追え! ナチスがもっとも畏れた男 Der Staat gegen Fritz Bauer (2015) - フリッツ・バウアー（ドイツ語版）
- らいおんウーマン Løvekvinnen (2016) - ヨハネス・ヨアキム
- 生放送「裁判劇テロ」あなたの審判は?! Terror - Ihr Urteil (2016) - リヒター
- フレディ/エディ Freddy/Eddy (2016) - ヴァイス博士
- ザ・クラウン The Crown (2017) - クルト・ハーン ※テレビシリーズ第2シーズン第9話にゲスト出演
- 僕たちは希望という名の列車に乗った Das schweigende Klassenzimmer (2018) - ランゲ国民教育大臣